# Astroma foliatum
Astroma foliatum är en insektsart som beskrevs av Brunner von Wattenwyl 1890. Astroma foliatum ingår i släktet Astroma och familjen Proscopiidae. Inga underarter finns listade i Catalogue of Life.